# Frankie Muniz
Francisco James Muniz IV (Wood-Ridge, New Jersey, 1985. december 5. –) amerikai színész, autóversenyző.
Magyarországon leginkább a Már megint Malcolm című vígjátéksorozat szereplőjeként ismert. 2003-ban Hollywoodban ő volt az egyik leggazdagabb tizenéves.[forrás?]

## Fiatalkora
1985. december 5-én született a New Jersey állambeli Wood-Ridge-ben, Denise ápolónő és Francisco Muniz III. étteremtulajdonos fiaként. Muniz édesanyja félig ír, félig olasz, míg édesapja puerto ricói (asztúriai spanyol) származású. Van egy nővére, Cristina. Muniz négyéves volt, amikor családja az észak-karolinai Knightdale-be költözött, ahol felnőtt. Nyolcéves korában fedezték fel egy tehetségkutatón az észak-karolinai Raleigh-ben, ahol Tiny Timet játszotta az Egy karácsonyi ének helyi előadásában. Szülei nem sokkal később elváltak, és ő ezt követően édesanyjával a kaliforniai Burbankbe költözött. Hatodik osztályos korától kezdve édesanyja magántanulóként tanította.

## Pályafutása
Bár sokan azt gondolják, hogy Muniz komikus színész, ő maga ezzel nem ért egyet [forrás?].
2001-ben Primetime Emmy-díjra jelölték. A televíziós karrierje során több vendégszerepet kapott, pl. a Sabrina, a tiniboszorkány vagy a Mad TV című sorozatokban. Első filmes főszerepében Willie Morist alakította a Kutyám, Skip című vígjátékban.

## Filmográfia

### Film
| Év   | Magyar cím                         | Eredeti cím                                       | Szerep                  | Magyar hang    |
| ---- | ---------------------------------- | ------------------------------------------------- | ----------------------- | -------------- |
| 1999 | A veszett kutya                    | Lost & Found                                      | fiú a tévében           |                |
| 1999 |                                    | Little Man (rövidfilm)                            | Ross                    |                |
| 2000 | Kutyám, Skip                       | My Dog Skip                                       | Willie Morris           | Bíró Attila    |
| 2000 | Szerelem a négyzeten               | It Had to Be You                                  | Franklin                |                |
| 2001 | Dr. Dolittle 2.                    | Dr. Dolittle 2                                    | medvebocs (hangja)      |                |
| 2002 | Minden hájjal megkent hazug        | Big Fat Liar                                      | Jason Shepherd          | Molnár Levente |
| 2002 | A drog pokla                       | Deuces Wild                                       | Scooch                  | Baráth István  |
| 2003 | ÖcsiKém                            | Agent Cody Banks                                  | Cody Banks              | Baráth István  |
| 2003 | ÖcsiKém                            | Agent Cody Banks                                  | Cody Banks              | Szalay Csongor |
| 2003 | Túl közeli rokon                   | Stuck on You                                      | Cher barátja            |                |
| 2004 | ÖcsiKém 2. – A londoni küldetés    | Agent Cody Banks 2: Destination London            | Cody Banks              | Baráth István  |
| 2004 | ÖcsiKém 2. – A londoni küldetés    | Agent Cody Banks 2: Destination London            | Cody Banks              | Szalay Csongor |
| 2005 | Pata-csata                         | Racing Stripes                                    | Csíkos (hangja)         | Csonka András  |
| 2006 | Stay Alive – Ezt éld túl!          | Stay Alive                                        | Swink Sylvania          | Bódy Gergely   |
| 2006 |                                    | Danny Roane: First Time Director                  | önmaga                  |                |
| 2006 |                                    | Choose Your Own Adventure: The Abominable Snowman | Benjamin North (hangja) |                |
| 2007 |                                    | My Sexiest Year                                   | Jake Stein              |                |
| 2007 | A lankadatlan – A Dewey Cox sztori | Walk Hard: The Dewey Cox Story                    | Buddy Holly             |                |
| 2008 | Amit máris tudni akarsz a szexről  | Extreme Movie                                     | Chuck                   |                |
| 2010 |                                    | The Legend of Secret Pass                         | Manu (hangja)           |                |
| 2011 |                                    | Pizza Man                                         | Matt Burns / Pizza Man  |                |
| 2013 |                                    | Grapevine Valentine (rövidfilm)                   | ismeretlen szerep       |                |
| 2015 |                                    | Sharknado: Heart of Sharkness                     | Frankie                 |                |
| 2016 |                                    | Another Day in Paradise                           | Mike                    |                |
| 2018 |                                    | The Black String                                  | Johnathan               |                |

### Televízió
| Év        | Magyar cím                     | Eredeti cím                           | Szerep                         | Megjegyzések                            |
| --------- | ------------------------------ | ------------------------------------- | ------------------------------ | --------------------------------------- |
| 1997      |                                | To Dance with Olivia                  | Oscar                          | tévéfilm                                |
| 1997      |                                | What the Deaf Man Heard               | fiatal Sammy                   | tévéfilm                                |
| 1998      | Kerge város                    | Spin City                             | Derek Evans                    | 1 epizód                                |
| 1999      | Sabrina, a tiniboszorkány      | Sabrina the Teenage Witch             | Angelo                         | 1 epizód                                |
| 2000      |                                | 2000 Kids' Choice Awards              | önmaga / házigazda             | különkiadás                             |
| 2000      | Gyógyító száguldás             | Miracle in Lane 2                     | Justin Yoder                   | tévéfilm                                |
| 2000–2006 | Már megint Malcolm             | Malcolm in the Middle                 | Malcolm                        | főszereplő (151 epizód)                 |
| 2001      |                                | The Andy Dick Show                    | Andy Dick fiatalon             | 1 epizód                                |
| 2001      | A Simpson család               | The Simpsons                          | Thelonious (hangja)            | 1 epizód                                |
| 2001–2005 | Tündéri keresztszülők          | The Fairly OddParents                 | Chester McBadbat (hangja)      | 28 epizód                               |
| 2002      | Lizzie McGuire                 | Lizzie McGuire                        | önmaga                         | 1 epizód                                |
| 2002      |                                | Titus                                 | Nick Galenti                   | 1 epizód                                |
| 2002      |                                | The Nightmare Room                    | Mike                           | 1 epizód                                |
| 2002      |                                | Fillmore!                             | Willie / Augie / Tony (hangja) | 2 epizód                                |
| 2002–2003 |                                | Moville Mysteries                     | Mosley "Mo" Moville (hangja)   | főszereplő (26 epizód)                  |
| 2002–2005 | Sok hűhó                       | All That                              | önmaga / házigazda             | 2 epizód                                |
| 2003      | Clifford, a nagy piros kutya   | Clifford the Big Red Dog              | önmaga (hangja)                | 1 epizód                                |
| 2005      | Az ítélet: család              | Arrested Development                  | önmaga                         | 1 epizód                                |
| 2006      |                                | Really Rich Real Estate               | önmaga                         | 1 epizód                                |
| 2007      | Gyilkos elmék                  | Criminal Minds                        | Jonny McHale                   | 1 epizód                                |
| 2012      | Apa csak egy van               | Last Man Standing                     | Richard                        | 1 epizód                                |
| 2012      | Ne bízz a ribiben!             | Don't Trust the B---- in Apartment 23 | önmaga                         | 1 epizód                                |
| 2013      |                                | Blast Vegas                           | Nelson                         | tévéfilm                                |
| 2015      | Laura rejtélyei                | The Mysteries of Laura                | önmaga                         | 1 epizód                                |
| 2015      | Sharknado 3. – A végső harapás | Sharknado 3: Oh Hell No!              | Lucas Stevens                  | - tévéfilm - magyar hangja: - Joó Gábor |
| 2016      |                                | The Clean                             | Peter Peckwood                 |                                         |
| 2017      | Preacher                       | Preacher                              | önmaga                         | 1 epizód                                |
| 2017      |                                | Dancing with the Stars                | önmaga / versenyző             | 25. évad                                |
| 2017      |                                | Misfit Garage                         | önmaga                         | 1 epizód                                |
| 2018      |                                | Dancing with the Stars: Juniors       | önmaga                         | házigazda                               |
| 2019      |                                | Harley Quinn                          | önmaga (hangja)                | 1 epizód                                |
| 2020      |                                | Total Bellas                          | önmaga                         | 1 epizód                                |
| 2021      | Az újonc                       | The Rookie                            | Corey Harris                   | 1 epizód                                |
| 2022      | New Amsterdam                  | New Amsterdam                         | Jace                           | 1 epizód                                |

## Fordítás
Ez a szócikk részben vagy egészben  a   Frankie_Muniz című angol Wikipédia-szócikk fordításán alapul.  Az eredeti cikk szerkesztőit annak laptörténete sorolja fel. Ez a jelzés csupán a megfogalmazás eredetét és a szerzői jogokat jelzi, nem szolgál a cikkben szereplő információk forrásmegjelöléseként.